# 주니가타 대한민국 총영사관
주니가타 대한민국 총영사관은 대한민국 정부가 일본 니가타현 니가타시에 설치된 총영사관이다. 주된 설립 목적이자 취지는 정치 및 경제 협력 증진 및 외무영사 업무를 우선시하도록 설립되었다.

## 주소
- 일본어 : 〒950-0078 新潟県新潟市中央区万代島5-1万代島ビル 8F
- 영어 : 5-1 Bandaijima, Chuo-ku, Niigata-city, Niigata-ken, 950-0078

## 역사
- 1978년 2월 28일 : 공관 창설요원 (정찬식 영사) 부임
- 1978년 4월 10일 : 임시사무실 개설 (ABC빌딩 6층)
- 1978년 4월 28일 : 공관 창설
- 1978년 6월 17일 : 박성무 초대 총영사 부임
- 1978년 8월 1일 : 청사 이전 (마루야마빌딩 3층) 및 영사 업무 개시
- 1992년 11월 4일 : 청사 이전 (白山浦, 3층 단독건물)
- 2006년 1월 23일 : 현재 청사로 이전 (반다이지마빌딩 8층)

## 역대 공관장
- 1978년 6월 17일 : 박성무 초대 총영사
- 1981년 3월 7일 : 김현진 2대 총영사
- 1983년 5월 30일 : 김옥민 3대 총영사
- 1986년 11월 5일 : 성재상 4대 총영사
- 1990년 3월 2일 : 이동선 5대 총영사
- 1992년 9월 20일 : 배태수 6대 총영사
- 1995년 9월 22일 : 배영진 7대 총영사
- 1998년 9월 3일 : 홍성화 8대 총영사
- 2001년 2월 12일 : 최원우 9대 총영사
- 2004년 3월 14일 : 김광규 10대 총영사
- 2007년 3월 22일 : 김충경 11대 총영사
- 2009년 9월 23일 : 연상모 12대 총영사
- 2011년 3월 29일 : 이영용 13대 총영사
- 2014년 10월 20일 : 조건희 14대 총영사
- 2017년 12월 28일 : 정미애 15대 총영사
- 2020년 11월 6일 : 권상희 16대 총영사
- 2024년 1월 26일 : 오영환 17대 총영사 (현직)

## 관할 구역
- 니가타현
- 나가노현
- 도야마현
- 이시카와현

## 주요 업무
- 정무 : 관할지역 동향, 지자체와의 교류 등[A]
- 경제 : 경제·통상 (기업지원), 투자 상담·홍보, 수산, 물류, 관광 등
- 문화·홍보, 공공외교
- 영사 : 재외동포, 여권, 재외국민등록, 가족관계등록, 사증, 영사확인, 사건사고, 교육 등

## 근무 시간 및 휴무일
- 기본적인 근무 시간 : 매주 월~금요일 오전 9시 ~ 오후 5시 30분
  - 민원 업무 : 오전 9시 ~ 오후 5시30분 (단, 사증 접수는 오전 10시 ~ 11시 30분, 사증 교부는 오후 1시 30분 ~ 4시 30분)
  - 점심 시간 : 낮 12시 ~ 오후 1시 15분

### 휴무일
- 매주 토요일, 일요일
- 일본의 공휴일[B]
- 대한민국의 공휴일 중 3·1절, 광복절, 개천절, 한글날

## 같이 보기

### 일반 주제
- 대한민국의 재외공관 목록
- 일본 주재 외국공관 목록
- 대한민국-일본 관계
- 주일본 대한민국 대사관

### 일본에 설치된 한국 총영사관
- 주오사카 대한민국 총영사관
- 주후쿠오카 대한민국 총영사관
- 주삿포로 대한민국 총영사관
- 주나고야 대한민국 총영사관
- 주요코하마 대한민국 총영사관
- 주센다이 대한민국 총영사관
- 주히로시마 대한민국 총영사관
- 주고베 대한민국 총영사관